# Arsenjewka
Die Arsenjewka (russisch Арсе́ньевка; Name bis 1972: Daubiche (Дауби́хе oder Дауби-Хэ)) ist ein linker Nebenfluss (auch als Quellfluss bezeichnet) des Ussuri in der russischen Region Primorje.
Die Arsenjewka, benannt nach dem russischen Forschungsreisenden Wladimir Arsenjew entspringt im Südwesten des Sichote-Alin-Gebirges, von wo sie in überwiegend nördlicher Richtung fließt. Sie passiert die Orte Anutschino, Arsenjew und Jakowlewka. Nach 294 km trifft sie auf den von Osten kommenden Ussuri-Quellfluss Ulache. Das Einzugsgebiet umfasst 7060 km².
Im Unterlauf weist die Arsenjewka zahlreiche Mäander auf. Bei Anutschino mündet der wichtigste Nebenfluss, die Muraweika, von rechts in die Arsenjewka.